# Pama (Groningen)
Pama is een streek gelegen in het Humsterland tussen de dorpen Kommerzijl en Niehove in de gemeente Westerkwartier in de Nederlandse provincie Groningen.
Dit gebied vormde in de 15e en 16e eeuw eigendom van de familie Pama, die van oorsprong uit Grijpskerk kwam. De naam 'Pama' was een samentrekking van Pawama: opvolger van Pawa. Het geslacht werd ook Pauwama of Pauwinga genoemd. Het gebied omvatte een boerderij (de Wester Pama of Pawingehuus, genoemd vanaf 1466) op ten minste 200 grazen land en was gelegen in de Gaukemaweerster kluft (naar Gaukemaweer; nu Gaaikemaweer). Een andere Pamaheerd bevond zich oostelijker in de Sickemahuister kluft. Deze heerd werd Harcke Pawemaheerd of Harcke Pauwingaheerd genoemd en in de 16e eeuw soms Ooster Pama. Daarnaast was er nog de edele heerd Pama, het huidige Oudebosch. De familie Pama verhuisde later uit het gebied: Een deel kwam in Amsterdam terecht en een ander deel verhuisde naar Burum, Surhuisterveen en Rotterdam. Vanuit Rotterdam vertrok in de 18e eeuw Haring Jans Pama naar Kaapstad, waar nog steeds een tak van de familie woont.
Er zijn in de streek tegenwoordig nog steeds meerdere boerderijen met de naam Pama:
- Aan de weg Heereburen ligt de fruitboerderij Oudebosch die vroeger Ooster Pama werd genoemd. De naam Oudebosch (Oldenbosch, 't Olle Bos, Olle Bosploats) komt van de volksnaam voor een bos wat hier groeide na de indijking van de Kommerzijlsterriet in 1598. Daarvoor stond hier waarschijnlijk geen boerderij. Kort daarvoor (in de jaren 1570) was aan de overzijde van deze riet de zoutziederij van Wigbold van Ewsum gevestigd. Rond 1600 werd de boerderij door de familie Pama aan een Groninger ondernemer verkocht, die een tichelwerk met kalkoven bouwde nabij het water en het Ooster Pama noemde (niet de historische Ooster Pama). Later verhuurde hij het aan een steenbakker-kalkbrander, die voor de stenen knipklei gebruikte die waarschijnlijk afkomstig was van percelen binnen de oude dijk van Humsterland. Het tichelwerk komt voor op kaarten tot rond 1700.[3] In 1968 werd er een fruitboomgaard aangeplant. Rondom de boerderij en de boomgaard loopt een oude gracht (Niehoofsterdiep) en een boomsingel.
- Oosterpama staat naast Pama/Oudebosch. Het is dus niet hetzelfde huis als de historische Ooster Pama, dat eerder Harcke Pawemaheerd of Harcke Pauwemaheerd werd genoemd en nabij de Heereburen lag ten noorden van Balmahuizen.[1] Het voorhuis van de huidige Oosterpama brandde in de 20e eeuw af en werd vervolgens herbouwd.
- Westerpama (Wester Pama, Pamaheerd, Pamahuis) staat aan de Gaaikemaweg tussen Kommerzijl en Niehove (zijweg van Heereburen). Deze boerderij komt voor het eerst voor in 1466 als Pawingehuus.
- In het verlengde van Heereburen, aan de Frijtumerweg, staat ook een boerderij met de naam Pama.

Er was in de 19e eeuw ook een boerderij met de naam 'Zuiderpama' (genoemd door Van der Laan, 1878 en op een grafsteen in Kommerzijl uit 1830). Het is onbekend waar deze boerderij heeft gelegen.

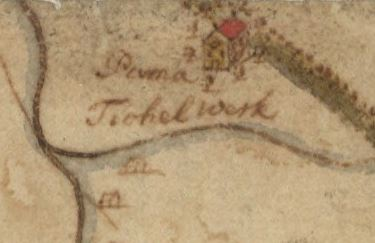
Het tichelwerk bij Pama op een kaart uit het laatste kwart van de 17e eeuw.
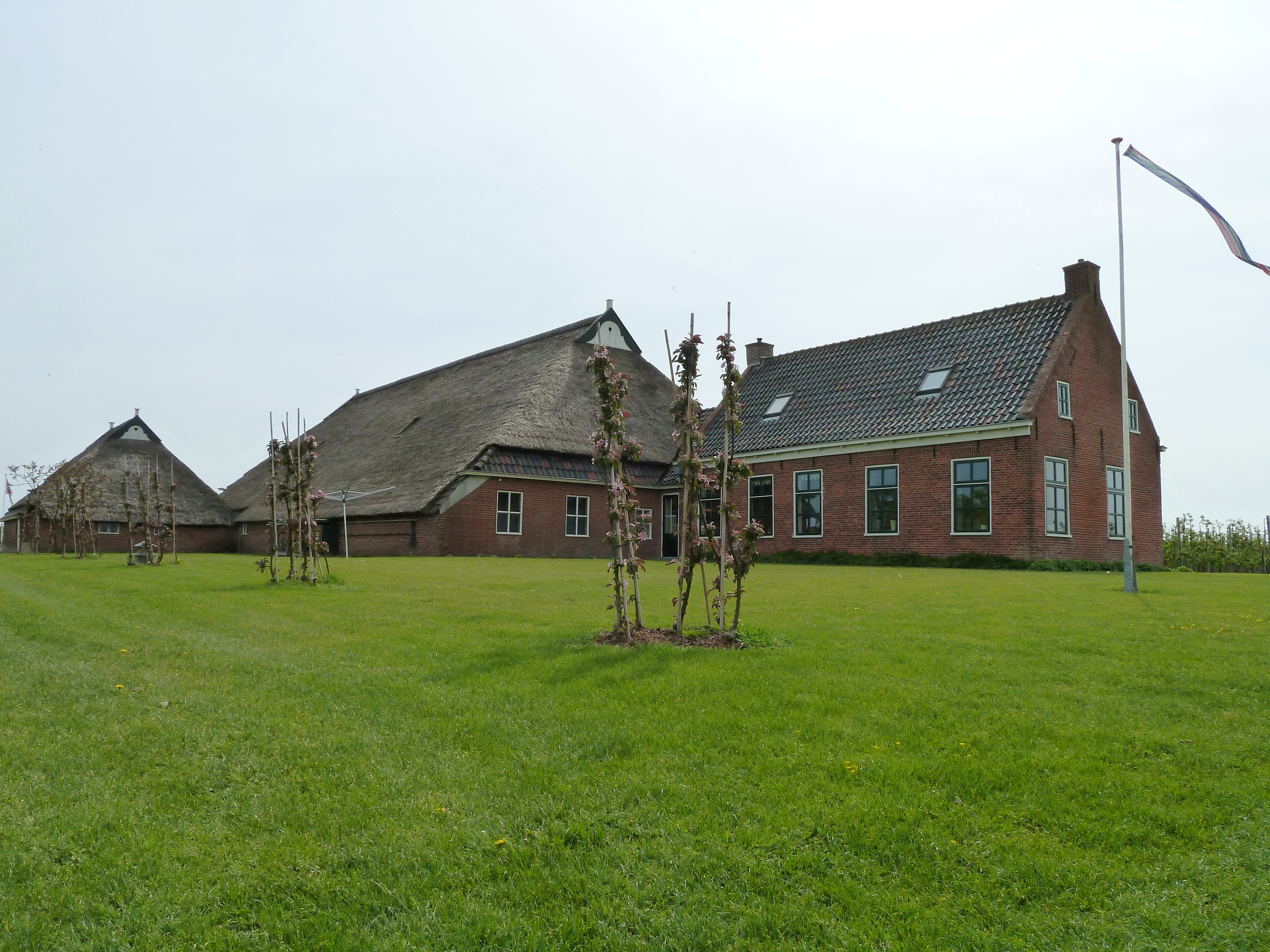
Oudebosch/Pama
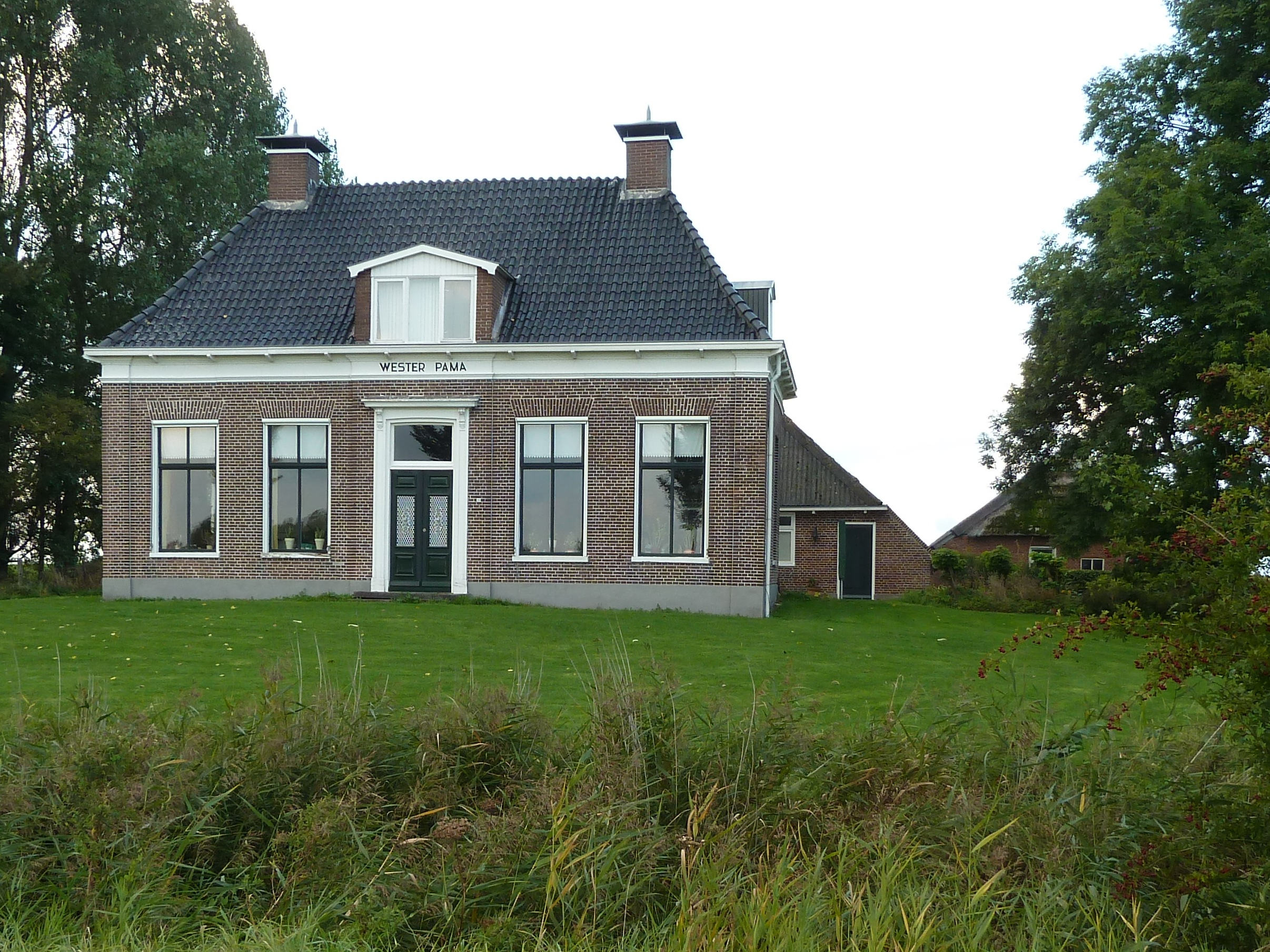
Westerpama aan de Gaaikemaweg
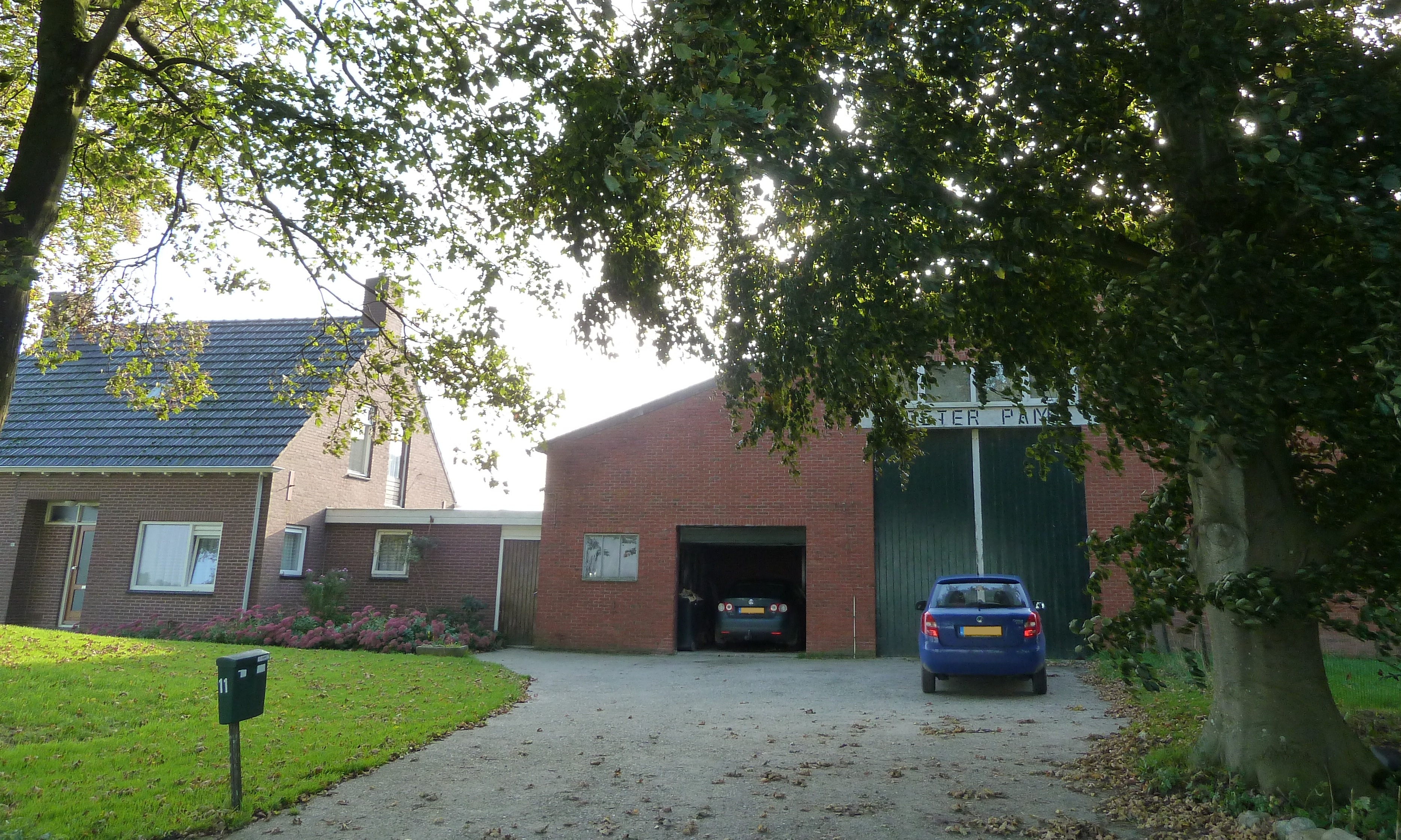
Oosterpama aan de Heereburen
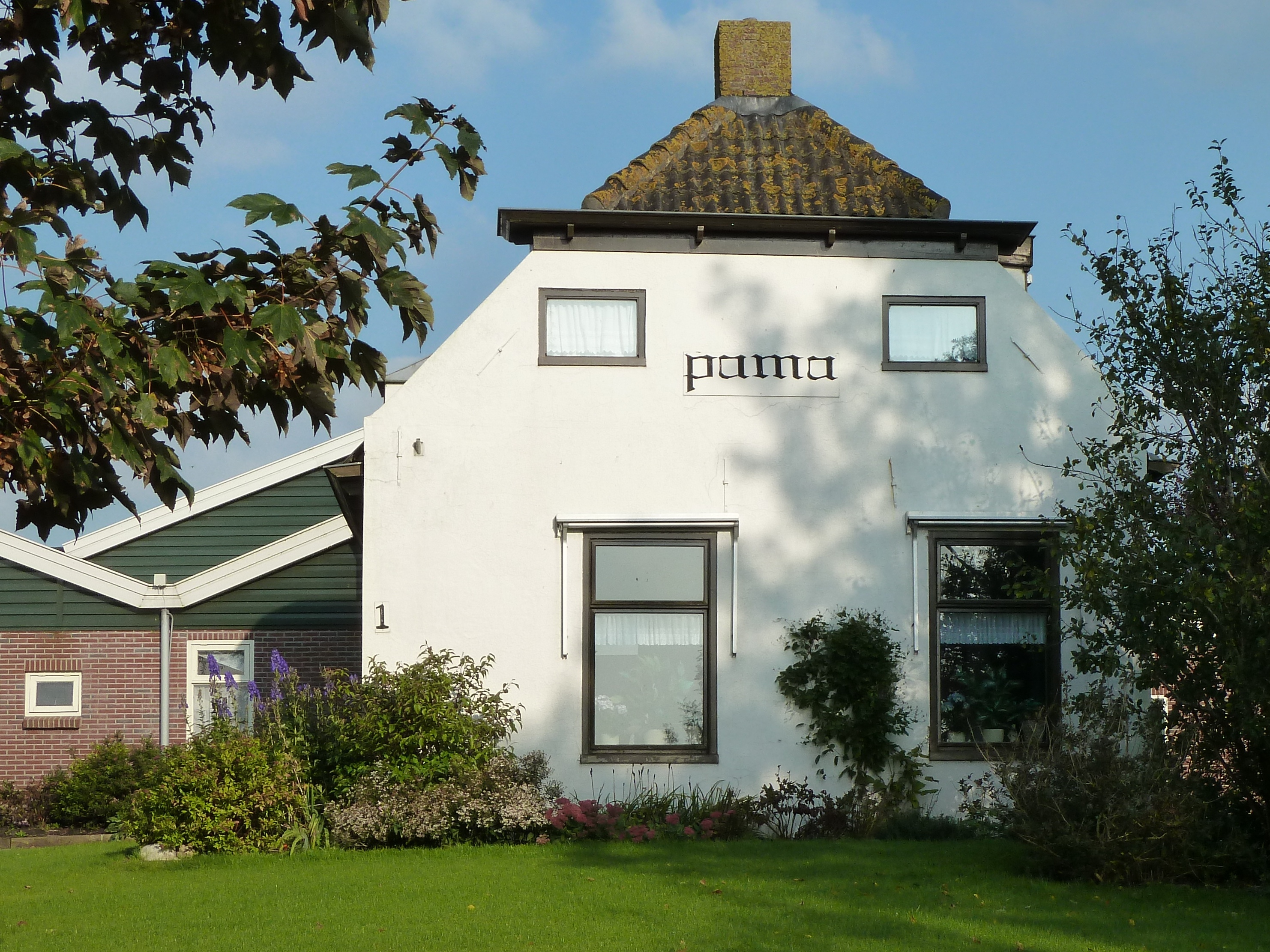
Pama aan de Frijtumerweg (links de bedrijfsgebouwen)